# 篠崎ポンプ所女性バラバラ身元不明殺人事件
篠崎ポンプ所女性バラバラ身元不明殺人事件（しのざきポンプじょじょせいバラバラみもとふめいさつじんじけん）は、1988年（昭和63年）9月9日に東京都江戸川区東篠崎の東京都下水道局篠崎ポンプ所で、身元不明の女性のバラバラ死体が発見されたことで発覚した殺人・死体損壊事件。被害者の身元も判明していない、未解決事件となっている。

## 概要

### 死体発見
1988年（昭和63年）9月9日午後3時頃、東京都下水道局東部管理事務所維持課篠崎ポンプ所の所員が、地下2階の汚水4号沈砂池（水深2メートル）で、ごみ除け用鉄柵に引っ掛かっていた女性の死体を、他のごみと一緒にベルトコンベアーで引き上げた際に発見した。前日の8日午後6時20分頃に、現場を見回っていた作業員がそれらしきものを水面に見つけていたが、バレーボールや石油罐、流木などの様々なごみと共に浮んでいたため、その際にはマネキン人形だと思い放置していた。
発見されたのは両腕のついた上半身のみの死体で、胸の下約10センチのへその上部から鋭利な刃物で切断されていた。20～40代の成人女性と推定され、着衣はなく、外傷もなかった。死後1～3週間が経過して腐乱しており、頭皮は剥がれて毛髪は全て抜け落ちていた。指にはマニキュアが塗られ、耳にピアスの穴があったほか、右上の奥歯を治療中で、非常に丁寧に処理されていた。また、脇毛は剃られていた。身長は推定160センチ、体重は40キロ前後と推定された。

### 初動捜査
警視庁捜査一課と小松川警察署は殺人事件と断定し、捜査本部を設置して捜査に当った。この下水道は一般河川からの流入がないことから、犯人が女性を殺害後、切断して直径の大きなマンホール、道路脇の雨水用のU字溝、下水の工事現場などの開口部から下水道へ投げ込んだものとみられた。またポンプ所では9月5日に、8月27日から溜まっていたごみ2トンを処理していたため、それ以降にポンプ所に流れ込んだものと考えられた。
警察は都内の女性の行方不明者リストと照合して身元の割り出しに当ると同時に、ポンプ所へ繋がる下水道を中心に、未発見の下半身の捜索を行った。10日には奥歯の治療痕を都内の歯科医院に照会した。
10日の司法解剖では、女性の背骨はノコギリ状の刃物で切断されていることが判明した。肋骨の下の肉を刃物で切られた後、第二腰椎の骨を切断されていた。生前の傷であることを示す生活反応はなく、切断は死後に行われたものだった。また、当初は20～40代と見られていたが、頭蓋骨の縫合状況から、20歳代の可能性が高いことがわかった。ただ、死因は依然として不明だった。
12日の午後5時40分頃、江東区青海二丁目地先中央防波堤内埋立地の都下水道局東部管理事務所のミキシングプラントのごみ焼却設備管理棟のピット内で、廃棄物の入ったクレーンのバケットを開けた作業員が、廃棄物の中に切断された死体の右足を発見した。右足は膝から下で切断されていた。足の大きさは23.5センチだった。
13日までに女性の血液型はA型と判明し、年齢も20歳前後である可能性が高まった。13日の午前、同じ江東区のごみ焼却設備管理棟のミキシングプラントのピット内で、左足も発見された。
10月29日までに、小松川署捜査本部から依頼を受けた鈴木和男東京歯科大学教授（法歯学）の歯形の鑑定により、女性の年齢は19歳から21歳であるとわかった。鈴木教授によると19歳の可能性が高く、うりざね顔で鼻が高く、目が大きいこともわかった。

### その後
その後も、捜査本部は頭蓋骨から復元した似顔絵を掲載したポスターを貼るなどして、情報提供を呼び掛けたほか、東北から関西までの全府県警に出向き、合計で万単位に及ぶ家出人捜索願を調査したが、該当者はいなかった。また本部に寄せられた160件近い情報にも、有力なものはなかった。
捜査員は、死体が投げ込まれた場所とみられる、江戸川区・葛飾区の主要な下水道沿いでも丹念に聞き込みを続けたが、ここでも事件に結び付く有力情報はなかった。また、都内のほかに千葉県・埼玉県の歯科医を訪ねて該当する患者の有無を調べ、歯科医の参加する大きな会合が開かれる度に出向いて情報提供を呼び掛けたが、手掛かりはなかった。
女性の遺骨は火葬されたのち、練馬区の霊園で5年間保管されていたが、1993年（平成5年）頃に、他の身元不明死体と共に合葬された。
2017年（平成29年）時点でも、死体を遺棄した犯人や犯行の動機はおろか、被害者の女性の身元すら不明のままである。ポスターは警視庁の身元不明者リストに歯形を併せて掲載されていた（現在は削除されている）。

## 被害者の特徴
身元不明の被害者の特徴は以下の通り。
- 性別：女性
- 年齢：17〜30歳
- 身長：約160cm
- 特徴：面長で両耳にピアスホールがあり、両手の爪にピンクのマニキュアが塗られていた。また、奥歯を治療中だった。
- 血液型：A型